# 波洛內尼山國家公園

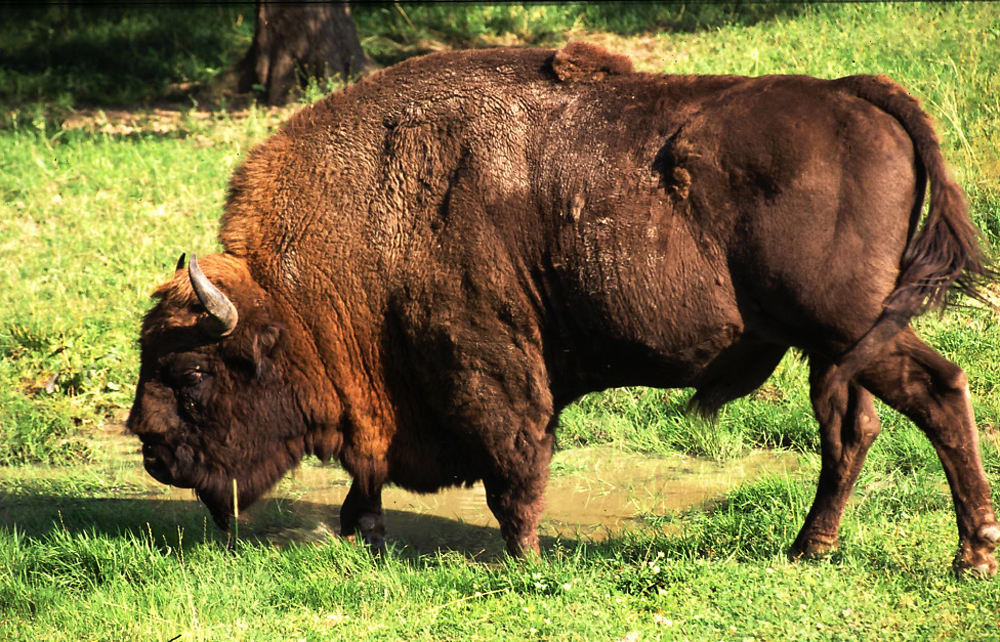

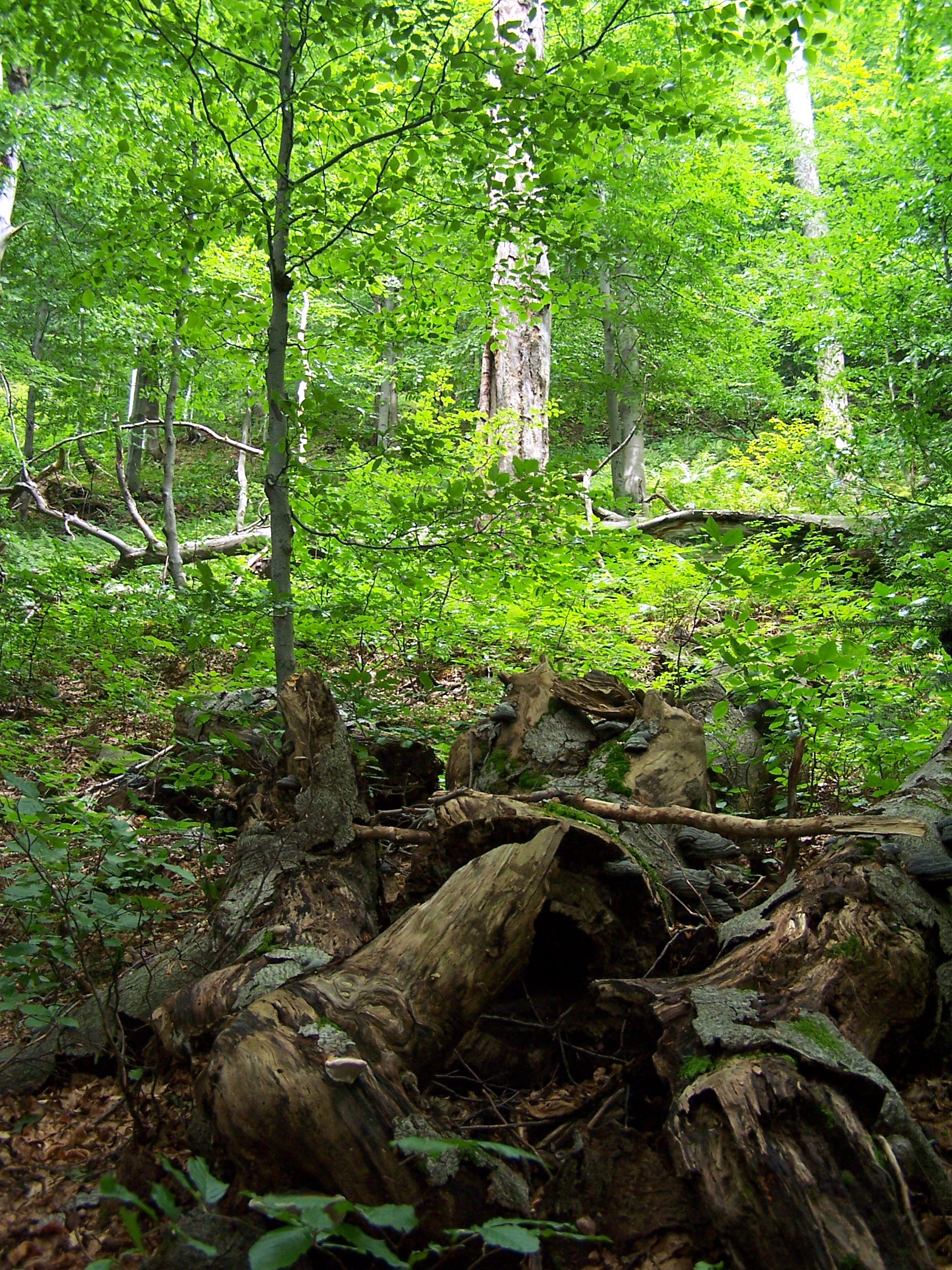

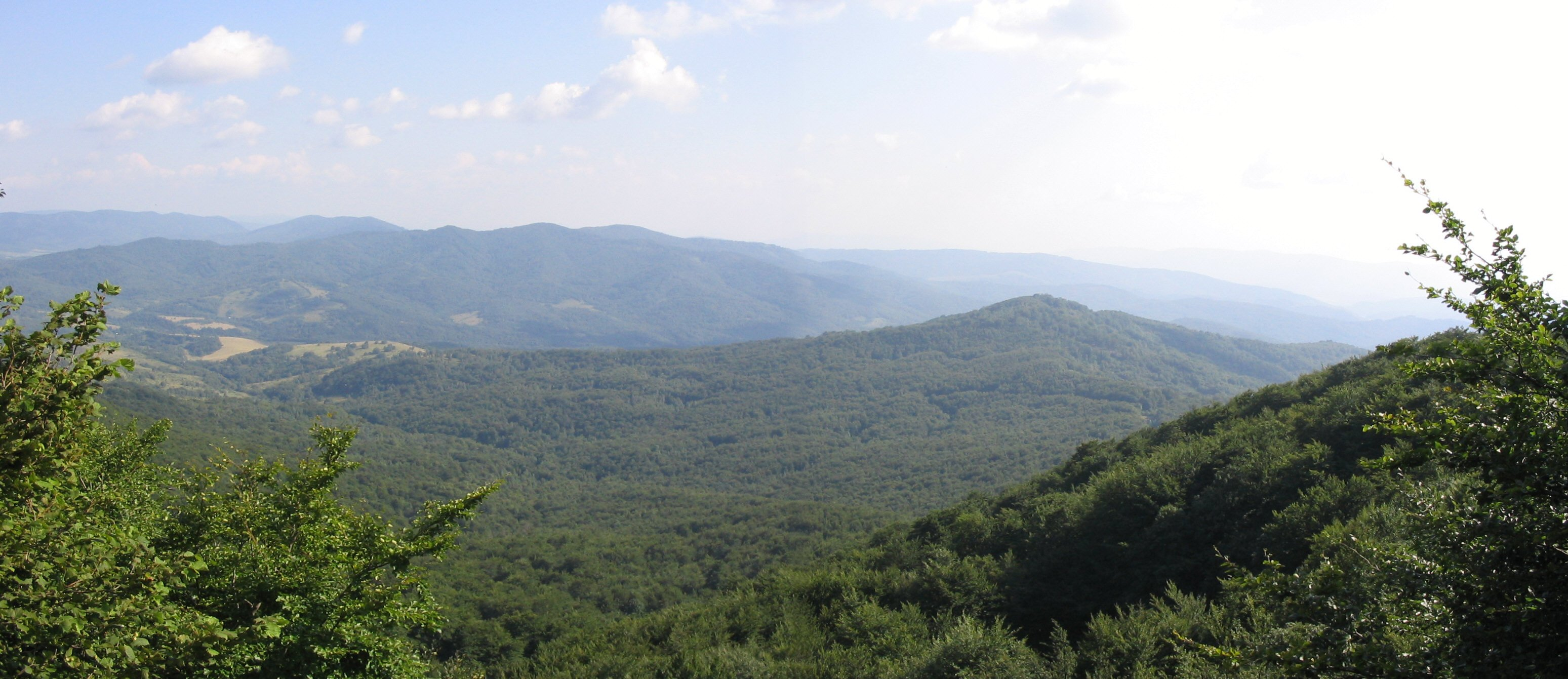

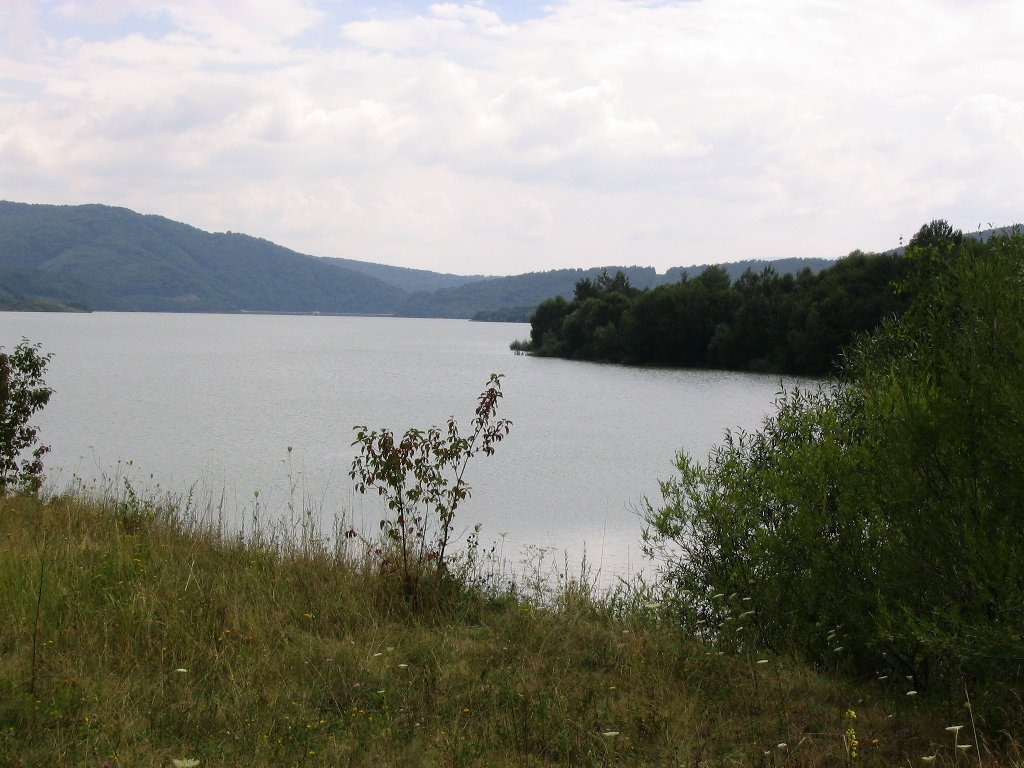

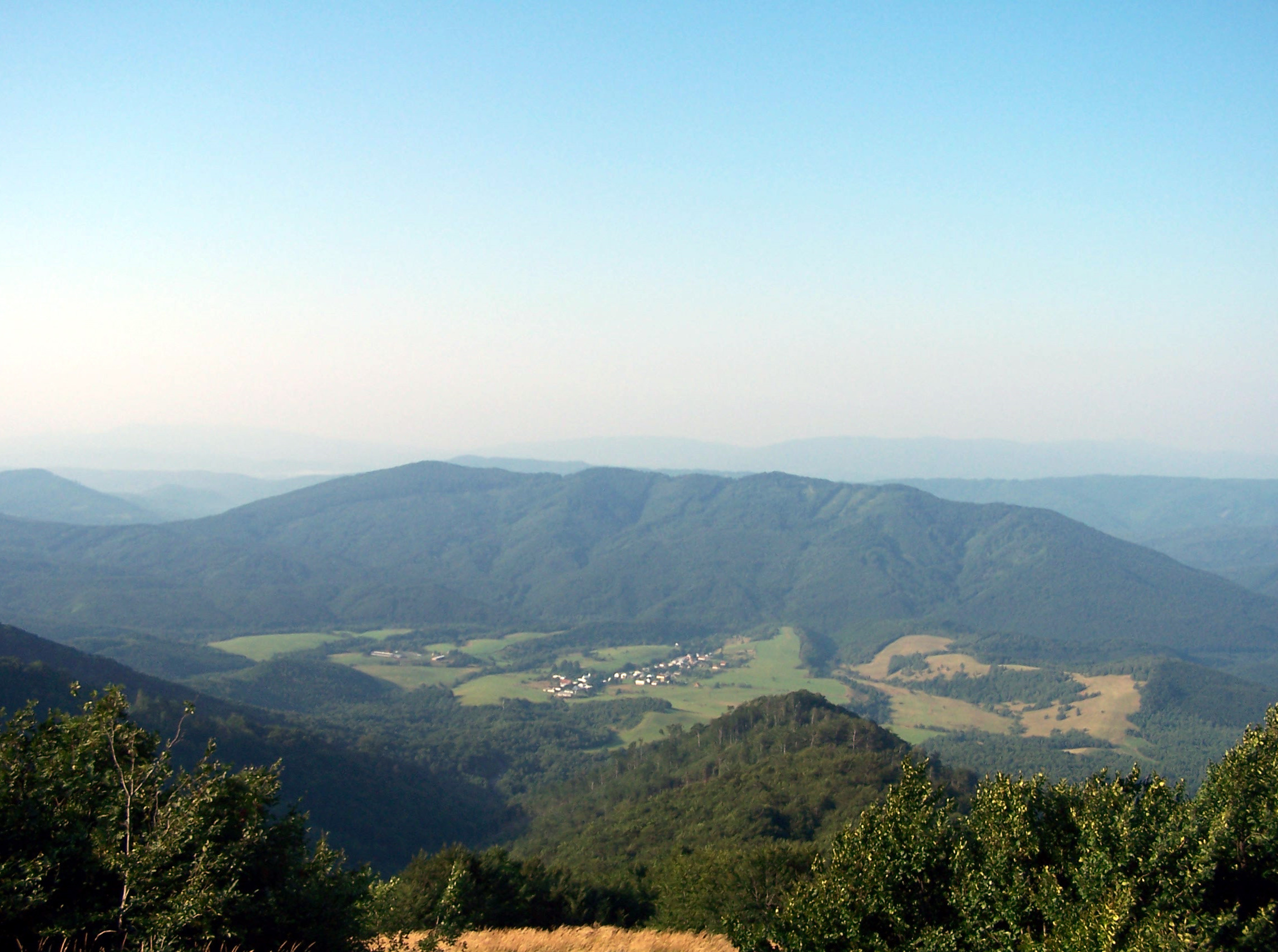

波洛內尼山國家公園是斯洛伐克的國家公園，位於該國東北部普列索夫州，與波蘭的別什恰迪國家公園相鄰，始建於1997年10月1日，面積298平方公里，最高點海拔高度1,208米。

## 外部連結
- Poloniny National Park at Slovakia.travel
- Poloniny National Park （页面存档备份，存于） at Snina Region homepage （页面存档备份，存于）
- Official website （页面存档备份，存于） at the State Nature Conservancy of the Slovak Republic website （页面存档备份，存于） *Wooden Churches in Slovakia
- National Park Poloniny, cross country skiing. （页面存档备份，存于）

49°02′42″N 22°25′30″E / 49.04500°N 22.42500°E